# Epsigrypa
Epsigrypa is een geslacht van rechtvleugeligen uit de familie Proscopiidae. De wetenschappelijke naam van dit geslacht is voor het eerst geldig gepubliceerd in 1939 door Mello-Leitão.

## Soorten
Het geslacht Epsigrypa omvat de volgende soorten:
- Epsigrypa chilensis Mello-Leitão, 1939
- Epsigrypa longicaudata Tapia, 1982